# Lycorea conjuncta
Lycorea conjuncta är en fjärilsart som beskrevs av Jose Francisco Zikán 1940. Lycorea conjuncta ingår i släktet Lycorea och familjen praktfjärilar. Inga underarter finns listade i Catalogue of Life.